# Katolickie Liceum Ogólnokształcące im. św. Stanisława Kostki w Płocku

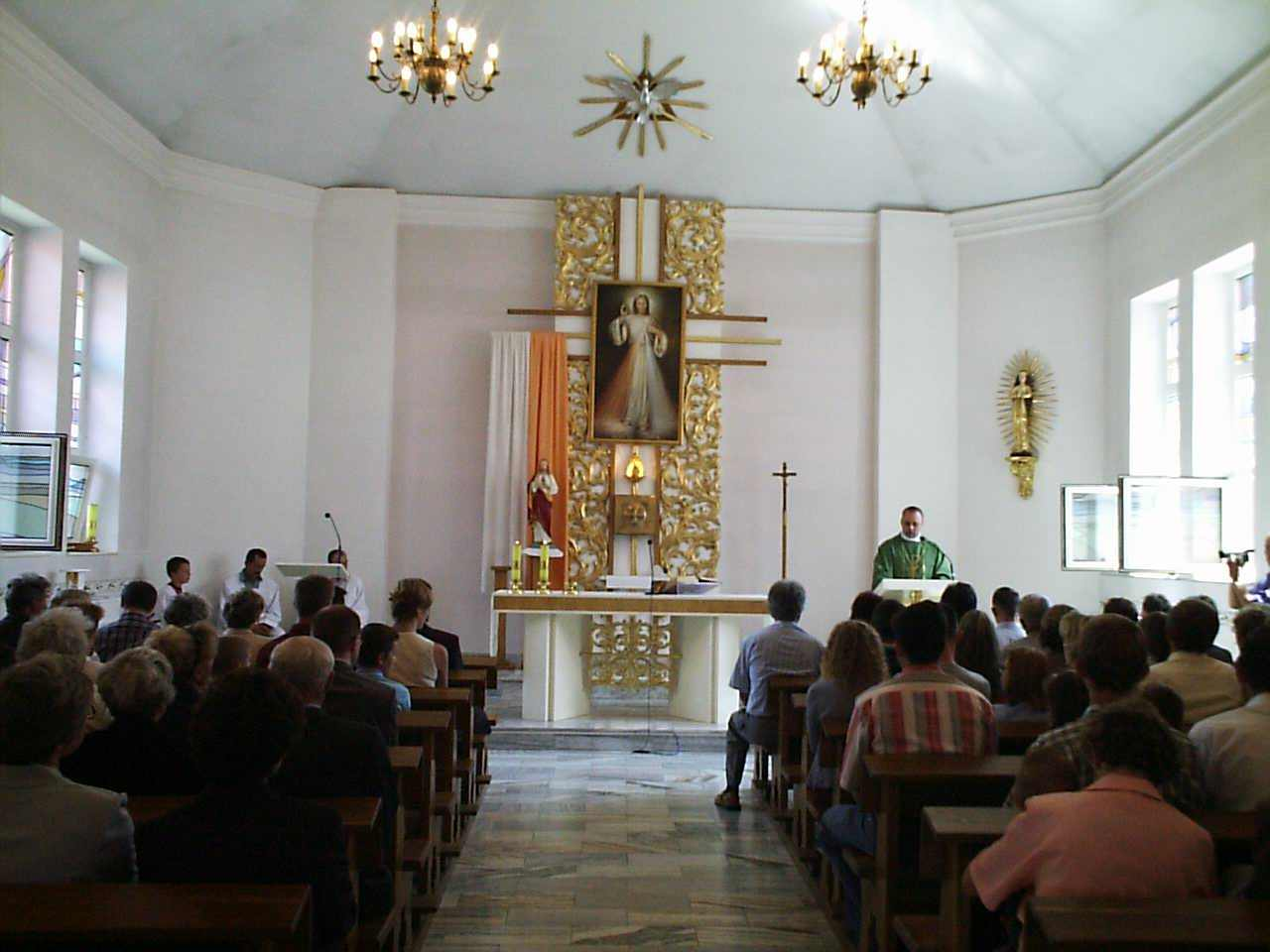
Kaplica w budynku szkoły

Katolickie Liceum Ogólnokształcące im. św. Stanisława Kostki dawniej Niższe Seminarium Duchowne Diecezji Płockiej – szkoła katolicka prowadzona przez diecezję płocką od 1916 roku, która ma siedzibę w Płocku.

## Historia
Szkoła została założona przez ówczesnego biskupa płockiego, Antoniego Juliana Nowowiejskiego. Wyodrębniła się z kursów przygotowawczych, które miały przygotowywać kleryków do studiowania w seminarium duchownym. W 1916 roku stała się odrębną placówką dydaktyczną pod nazwą "Liceum św. Stanisława Kostki przy Seminarium Duchownym w Płocku". Szkoła mieściła się w wybudowanych w latach 1914-1916 budynkach powstałych w wyniku rozbudowy płockiego seminarium. Program nauczania w szkole odpowiadał programowi gimnazjum humanistycznego z obowiązkową łaciną, a od roku szkolnego 1920/1921 również grecką. W roku szkolnym 1923/1924 Liceum św. Stanisława Kostki przekształcono w gimnazjum typu klasycznego. Od 1926 szkoła funkcjonowała pod oficjalną nazwą: Gimnazjum Męskie im. św. Stanisława Kostki przy Seminarium Diecezjalnym w Płocku. W roku szkolnym 1933/1934 w wyniku reformy szkolnictwa NSD w Płocku przekształcono w pełne (6-letnie) gimnazjum i liceum. Działalność szkoły została przerwana przez II wojnę światową. Po wojnie szkoła została reaktywowana. Podobnie jak inne szkoły prowadzone przez Kościół była poddawana szykanom. W roku 1949, ze względów politycznych Liceum pozbawiono praw państwowych. Nauka nie została jednak przerwana. Uczniowie musieli eksternistycznie zdawać egzamin dojrzałości przed komisją państwową w wyznaczonych szkołach. Dopiero w roku 1981 przyznano szkole okresowo prawa państwowe. W dziesięć lat później Liceum Ogólnokształcące im. św. Stanisława Kostki odzyskało pełne przywileje szkoły na prawach państwowych. Od września 1998, szkoła miała siedzibę w miejscowości Sikórz pod Płockiem, by we wrześniu 2017 powrócić do byłej siedziby w Płocku.
W 2006 Niższe Seminarium Duchowne w Płocku obchodziło 90-lecie istnienia. Z tej okazji wydana została między innymi okolicznościowa książka mówiąca o historii szkoły pod red. ks. Tomasza Kadzińskiego pt. "Pamięć i przesłanie. W 90-lecie Niższego Seminarium Duchownego w Płocku", Płock 2006. 
W 2009 roku zmieniono nazwę szkoły na Katolickie Liceum Ogólnokształcące im. św. Stanisława Kostki. KLO jest szkołą koedukacyjną. Internat szkoły kontynuuje działalność Niższego Seminarium Duchownego Diecezji Płockiej.

## Znani absolwenci
- bp Czesław Kaczmarek
- bp Piotr Dudziec,
- bp Jan Wosiński,
- bp Roman Marcinkowski
- ks. prof. Józef Umiński
- ks. prof. Mieczysław Żywczyński
- prof. Włodzimierz Fijałkowski
- prof. Mieczysław Gogacz
- ks. prof. Jan Decyk
- ks. prof. Ireneusz Mroczkowski
- ks. prof. Józef Grzywaczewski
- o. prof. Bazyli Degórski
- bp Rafał Markowski
- ks. prof. Waldemar Turek
- poseł, dr hab. Zbigniew Girzyński
- Kazimierz Starościński, autor hejnału granego z płockiego ratusza
- o. dr hab. Waldemar Linke CP